# Luiz Penido
Luiz Alberto Penido, mais conhecido como Luiz Penido (Juiz de Fora, 5 de abril de 1955), é um radialista, locutor esportivo e apresentador de televisão brasileiro, atualmente na Super Rádio Tupi.

## Carreira
O começou sua carreira em 1969, na Rádio Globo, sob o comando de Waldir Amaral. Ele trabalhou em diversas funções como locutor, apresentador, entrevistador de jornalismo.
Trabalhou simultaneamente na Rádio Eldorado (atual CBN) sempre atuando no campo desportivo. Penido foi em 1988 trabalhar na Rádio Tupi, onde ficou até o ano de 1993, saindo e fazendo breves passagens na Rádio Nacional e na Rádio Tropical de Nova Iguaçu. Teve também uma rápida passagem pela televisão apresentando o programa esportivo Rio Bom de Bola e o policial Disque Record, ambos na TV Record Rio de Janeiro.
Em 1997 retornou a Tupi comandando a equipe de esportes juntamente com Doalcei Camargo. Desde 1999 comandava sozinho a equipe. Ele narrou quatro mundiais de basquete, dezenas de GPs de Fórmula 1 em diversos países, seis Copas do Mundo e foi eleito durante oito anos consecutivamente, o melhor locutor de basquete do Brasil.
Destaca-se pela grande emoção que passa em suas narrações. Foi um dos que narraram o milésimo gol do atacante Romário em 20 de maio de 2007 em Vasco da Gama 3x1 Sport.
Depois de 24 anos e após vários anos na Tupi, Penido voltou à Rádio Globo, para ser o locutor principal do Rádio Globo Futebol Clube e a apresentação do Globo Esportivo, no lugar de José Carlos Araújo. tendo a sua reestreia na final do Carioca 2012, quando o próprio José Carlos Araújo passou o cargo e em setembro de 2015, retornou à televisão, dessa vez para a CNT, onde assumiu o Balanço Esportivo. Em 2016, Penido passou a ser ouvido também na CBN, por causa da unificação das transmissões de Futebol no Rio pelo SGR. Em 2018 passa a apresentar o Tempo Extra na CNT, aos domingos. Em 21 de julho de 2021, após 9 anos no SGR, Penido retorna para a Super Rádio Tupi.

## Mais sobre os seus trabalhos
Luiz Penido é conhecido pelo apelido de O Garotão da Galera. Para se adequar ao apelido, seus bordões e temas incluem alguns trechos de músicas, a maioria infantis, que se fizeram famosas na década de 1980 além de bordões populares dos cariocas. Alguns deles são:
- Nas ondas do rádio - Frase que Penido diz sempre após a vinheta do seu nome. É retirada da música Rádio Pirata, do grupo RPM. Por alguns anos, a parte original da citada música que diz a citada frase (desse jeito: Está no ar... nas ondas do rádio), foi ouvida como vinheta durante as transmissões de Luiz Penido.

- Rala, rala, rala (nome do time que tomou um gol), barato bom, barato bom é do Mengão/Fluzão/Fogão/Vascão/Brasilzão - Bordão utilizado por Penido sempre após um gol (o trecho "Barato bom... é originário da música Barato bom é da barata - cantada por Erasmo Carlos e a Turma do Balão Mágico.)

- É o Garotão da galera, é Luiz Penido. Ele é o fera, fera-neném - Tema musical de Luiz Penido, baseado na música Fera Neném do grupo Trem da Alegria, cantada pelo ídolo infantil dos anos 80 Juninho Bill. Atualmente este tema é raramente ouvido.

- ...e o que resta dessa festa? - Frase dita por Penido durante partidas de futebol após alguma jogada que por pouco não resulta em gol. Possivelmente retirada da música A cruz e a espada (também do grupo RPM), onde há a frase ...daquela festa, o que me resta....[5] Ou, mais provavelmente, da música "O homem", de Raul Seixas e Paulo Coelho, no trecho em que o Maluco Beleza diz ... mas isso é tudo o que me resta nessa festa!.[6]
- Apontou, atirou, guardooooou!!! - No momento em que um gol é feito.
- O couro come no (estádio onde está sendo realizado o jogo) e o placar agora diz - Após um gol, Penido diz isso para informar o placar do jogo.
- Ra, re, ri, ro, rua - Quando um jogador é expulso.

Atualmente, Luiz Penido está na Super Rádio Tupi, narrando os jogos e apresentando de segunda à sexta-feira o Geraldinos e Arquibaldos e todo sábado das 15h às 17h apresenta o Show da Galera, também comenta nas suas redes sociais.